# Тулбуря (Прахова)
Тулбуря (рум. Tulburea) — село у повіті Прахова в Румунії. Входить до складу комуни Предял-Серарі.
Село розташоване на відстані 85 км на північ від Бухареста, 30 км на північ від Плоєшті, 63 км на південний схід від Брашова.

## Населення
За даними перепису населення 2002 року у селі проживали 85 осіб, усі — румуни. Усі жителі села рідною мовою назвали румунську.